# Feliniopsis quadrisigna
Feliniopsis quadrisigna là một loài bướm đêm trong họ Noctuidae.